# Jay Lane
Jay Lane (5 de diciembre de 1964 en San Francisco, California) es un baterista estadounidense, reconocido por haber tocado con las agrupaciones Primus y RatDog (junto al guitarrista de Grateful Dead, Bob Weir). También ha hecho parte de las bandas Scaring the Children, Jay's Happy Sunshine Burger Joint, Alphabet Soup, Furthur y Sausage, entre otras.

## Discografía
1984 – The Uptones – K.U.S.A.
1988 – Primus – Sausage (demo)
1993 – Charlie Hunter Trio – Charlie Hunter Trio
1994 – Sausage – Riddles Are Abound Tonight
1995 – Charlie Hunter Trio – Bing, Bing, Bing!
1995 – Alphabet Soup – Layin' Low in the Cut
1996 – Alphabet Soup – Strivin'
1996 – Les Claypool and the Holy Mackerel – Highball with the Devil
1997 – Christión – Ghetto Cyrano
2000 – RatDog – Evening Moods
2001 – RatDog – Live at Roseland
2001 – Colonel Les Claypool's Fearless Flying Frog Brigade – Live Frogs Set 1
2001 – Colonel Les Claypool's Fearless Flying Frog Brigade – Live Frogs Set 2
2002 – The Les Claypool Frog Brigade – Purple Onion
2005 – Les Claypool – 5 Gallons of Diesel (DVD)
2009 – Band of Brotherz – Deadbeats and Murderous Melodys
2010 – Primus – June 2010 Rehearsal (EP)
2011 – Primus – Green Naugahyde